# Il testimone invisibile
Il testimone invisibile è un film del 2018 diretto da Stefano Mordini.
La pellicola, con protagonisti Riccardo Scamarcio, Miriam Leone, Fabrizio Bentivoglio e Maria Paiato, è il remake del film spagnolo del 2016 Contrattempo (Contratiempo) diretto da Oriol Paulo.

## Trama
Adriano Doria è un ricco e famoso imprenditore che viene accusato dell'omicidio della sua amante, Laura Vitale. Il suo legale per aiutarlo, convoca una nota penalista, Virginia Ferrara, la quale ha bisogno di conoscere la verità per montare la difesa in tribunale.
Doria racconta così che si era recato in una camera di albergo con la Vitale, per un appuntamento con un ricattatore, che li aveva minacciati di divulgare la loro relazione segreta, ma qui l'uomo viene improvvisamente aggredito e al suo risveglio trova la donna assassinata e circondata dai soldi del ricatto. La polizia giunse immediatamente e arrestò l'uomo.
Questa la versione di Adriano Doria, ma Virginia vuole conoscere che legami abbia questa vicenda con la scomparsa di Daniele Garri, avvenuta tempo prima. Comincia allora un altro racconto, in cui Adriano e Laura, durante una fuga d'amore, hanno un incidente in macchina, quando un cervo taglia loro la strada proprio mentre sopraggiunge dalla parte opposta, l'auto con a bordo Daniele Garri, il quale muore durante l'impatto. Per non far scoprire la loro storia segreta, Adriano e Laura decidono di occultarne il cadavere. I sensi di colpa e l'insicurezza tormentavano Adriano ma non Laura, che lui giudica, con preoccupazione, troppo calma e fredda.
L'uomo cerca di addossare la responsabilità della morte di Garri a Laura, che sarebbe stata uccisa dal padre del giovane per incastrare Adriano, da lui ritenuto colpevole per la morte del figlio.
La verità, però, si rivelerà ben diversa.

## Promozione
Il primo trailer del film viene diffuso il 13 novembre 2018.

## Distribuzione
La pellicola è stata distribuita nelle sale cinematografiche italiane a partire dal 13 dicembre 2018.

## Riconoscimenti
- 2019 - David di Donatello[2]
  - Candidatura per la migliore sceneggiatura adattata a Stefano Mordini, Massimiliano Catoni
- 2019 - Nastro d'argento[3]
  - Candidatura per il miglior attore protagonista a Riccardo Scamarcio
  - Candidatura per la migliore attrice non protagonista a Maria Paiato